# Lepelkruisstraat 14-52

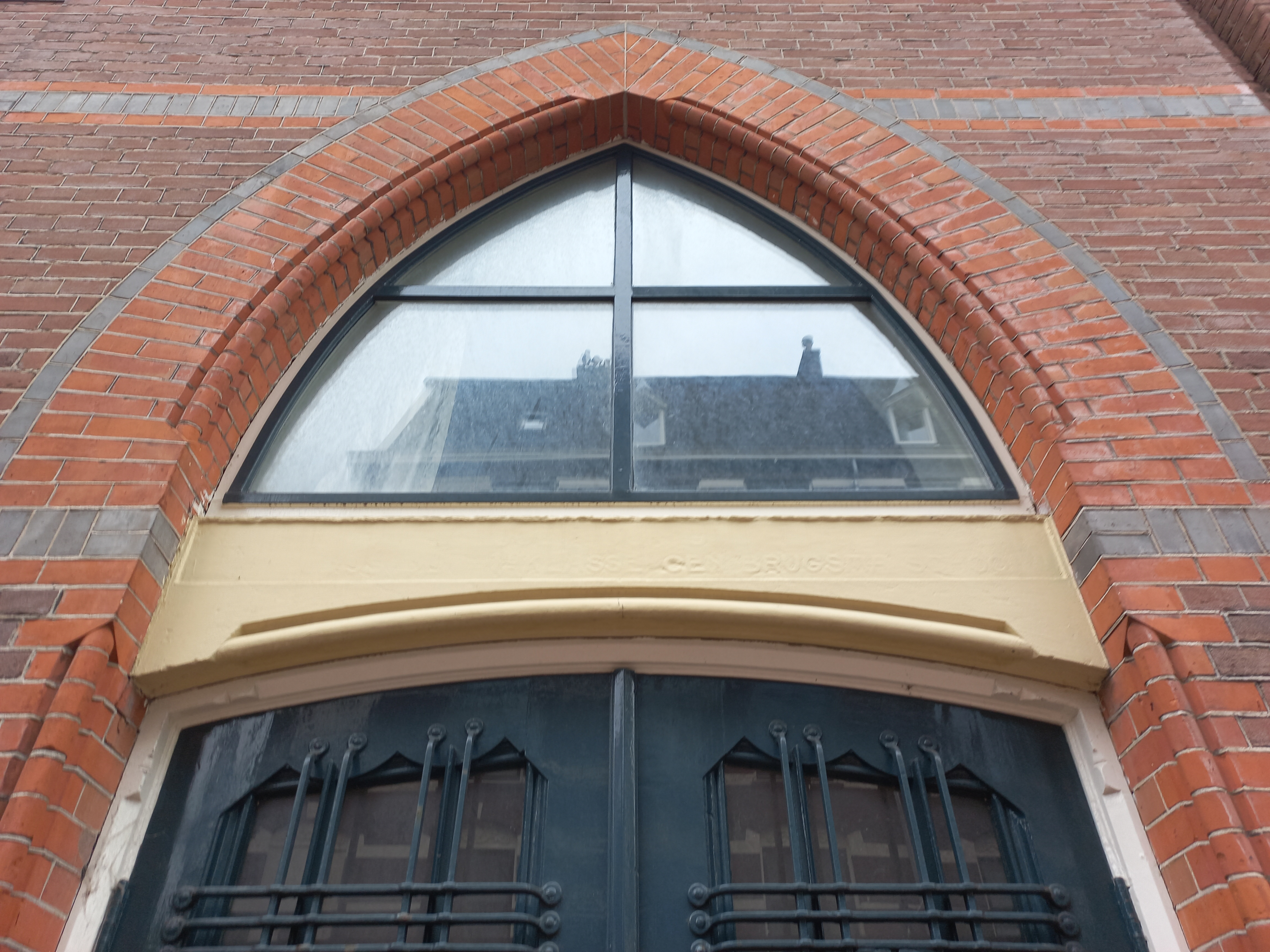
Spitseboog; in het geel nauwelijks leesbaar Brugmaschool (augustus 2025)

Lepelkruisstraat 14-52 te Amsterdam is een gebouw aan de Lepelkruisstraat te Amsterdam-Centrum.

## Geschiedenis
De wijk rondom de Lepelkruisstraat is al eeuwenoud en te zien op stadsplattegronden uit de 17e eeuw. Er was hier jarenlang een veemarkt in 1886 nog vastgelegd door Johan Rieke. De straat kreeg haar naam in 1889 en toen kwam ook de noodzaak van een school in deze qua bevolking snel groeiende buurt. Zoals gebruikelijk kwam de Dienst der Publieke Werken met het ontwerp. Hier kwam een openbare lagere school derde klasse voor jongens, de Brugmaschool. De naam is vaag te lezen boven de toegang. In 1929 werd het gebouw verbouwd onder architect Jacobus Baars voor de Vereeniging Kennis en Godsvrucht. Baars maakte deel uit van de Joodse gemeenschap die dringend verlegen zat om schoolruimte. “Haar” Herman Elte School kon de stroom leerlingen niet meer aan, terwijl de gemeente Amsterdam hier zelf onvoldoende leerlingen kon lokken. De Weesperbuurt was dan ook niet voor niets een onderdeel van de Amsterdamse Jodenbuurt. Baars trof een wat verouderde school aan met voornamelijk gebrek aan natuurlijk licht. Hij kreeg vier weken de tijd om zijn ontwerp met grotere ramen in realiteit om te zetten. Andere  aanpassingen waren een grotere entree, nieuwe toiletten, de gemetselde vloeren werden vervangen door graniet en er kwam een binnenplaats. En er kwam een nieuwe naam Palacheschool naar voorzitter van Kennis en Godsvrucht Isaac Palache, die in 1926 overleed. Abraham Samson Onderwijzer kwam hem openen. De school zou het tot in 1943 uithouden, maar de laatste razzia’s van de nazi-Duitsland zorgden ervoor dat de school zonder (voldoende) leerlingen kwam te zitten. Van de 286 leerlingen en zeven leraren in  1941 was niemand meer over. Het gebouw bleef tot 1985 onderdak bieden aan onderwijsinstellingen. Toen vond een grote verbouwing plaats tot appartementen onder leiding van Rudy Uytenhaak. Eigenaar is dan woningbouwvereniging Lieven de Key; er kwamen vijftien woningen.

## Situatie 2025
Het gebouw laat anno 2025 nog zien dat het op een hoek stond. Het gebouw dat uit twee delen bestaat staat van de helft aan de Lepelkruisstraat en voor de andere helft aan wat tot 1990 de Lepelstraat heette (toen hernoemd tot Lepelkruisstraat). De diverse verbouwingen vormden geen beletsel om het gebouw als gemeentelijk monument (200625) in te schrijven. Blikvangers uit de oude tijd zijn de twee trapgevels aan beide einden van het gebouw aan de Kruisstraat en één aan de voormalige Lepelstraat; onder die trapgevels zijn de vensters gevat in spitsbogen; het middenstuk laat meer afgeronde ontlastingsbogen zien. Bovendien valt de kleur geel hier op in contrast tot het rode baksteen. Vanuit de nieuwe tijd komen glazen toegangen naar voren waar oorspronkelijk vensters zaten. 